# 赵翼 (南北朝)
赵翼，天水郡新县（今甘肃省天水市秦州区）人，北魏官员。
赵翼的高祖父赵迁为后秦的尚书左仆射，在长安去世。刘裕灭姚泓，将赵迁子孙迁到建业。赵翼先在刘宋、南齐，在北魏太和、景明年间，与侄子赵超宗、赵令胜、赵遐、赵叔隆、赵穆等，相继归降北魏。赵翼粗涉书传，在北魏担任平昌郡太守，有治绩。入朝为军校，加镇远将军长史，被领军元乂所重用赏识。转任光禄大夫。去世后，赠左将军、齐州刺史。